# Phoma nebulosa
Phoma nebulosa är en lavart som först beskrevs av Christiaan Hendrik Persoon, och fick sitt nu gällande namn av Jean François Montagne 1860. Phoma nebulosa ingår i släktet Phoma, ordningen Pleosporales, klassen Dothideomycetes, divisionen sporsäcksvampar och riket svampar.   Inga underarter finns listade i Catalogue of Life.